# Humberto Arango
Humberto Arango Cataño (Cali; 12 de noviembre de 1940 - Bogotá; 23 de noviembre de 2018) fue actor de teatro, cine y televisión colombiano. Uno de los primeros actores en interpretar personajes antagónicos en varias producciones nacionales.

## Biografía
Desde muy joven perteneció a la Escuela de Bellas Artes - Conservatorio Antonio María Valencia y posteriormente cofundador del Teatro Experimental de Cali (TEC) del cual su madre Bertha Cataño también fue cofundadora. En Bogotá fundó con otros actores el Teatro Popular de Bogotá (TPB). 
Muchos de sus personajes son recordados con cariño y admiración por el público que lo sigue desde sus inicios en la televisión y no ajeno a su talento. Entre ellos, el personaje de Siminicunino Cuirá en la telenovela La Perla y la interpretación de Pedro de Hungría en Los pecados de Inés de Hinojosa.
El reconocimiento a su labor se manifestó en Premios que obtuvo como la placa del periódico El Tiempo a mejor actor y otro premio de la Asociación Colombiana de Periodistas del Espectáculo (ACPE) y el largometraje Ella donde, después de 50 años como actor, fue protagonista por primera vez. Alcides, personaje que Arango encarnó en la película es eje conductor de la historia. A través de sus ojos, sus vivencias y su drama, el espectador recorrerá paisajes de esta producción que es retrato de la sociedad colombiana. 
El 23 de noviembre de 2018 falleció en una clínica tras complicarse su salud de hace varias semanas.

## Filmografía

### Televisión
- Casi un extraño (1968)
- Viaje al pasado (1970)
- Una vida para amarte (1971)
- Embrujo Verde (1977)
- La marquesa de Yolombó (1978)
- La tía Julia y el escribidor (1981)
- El faraón (1984)
- Huracán (1986)
- Destino (1987)
- Los pecados de Inés de Hinojosa  (1988) como Pedro de Hungría.
- La rosa de los vientos  (1989)
- Azúcar (1989)
- N. N. (1990)
- La mujer doble (1991)
- Fronteras del regreso  (1992)
- La fuerza del poder (1993)
- Fuego verde (1996)
- "Leche" (1996)
- Carolina Barrantes (1998)
- Me llaman Lolita (1999)
- El fiscal (2000)
- La saga, negocio de familia (2004)
- La tormenta (2005)
- Muñoz vale por 2 (2008)
- Doña Bárbara (2008) como Humberto "El Sapo" Chávez / Fidel Castell.
- Victorinos (2009)
- El man es Germán (2010)
- Amar y temer (2011)
- El secretario (2012)
- Sin senos si hay paraíso (2016)

## Cine
- El taxista millonario (1979).
- Pura sangre (1982) en el personaje de Ever.
- Técnicas de duelo (1988).
- Águilas no cazan moscas (1994).
- Ella (2015) en el personaje de Alcides.
- Armero (2017).